# Tineidae
Famille
Les Tineidae forment une famille d'insectes de l'ordre des lépidoptères (papillons). On les nomme collectivement souvent mites ou teignes ou parfois « papillons des champignons » (certaines espèces se nourrissent de champignons ou de lichens). L'alimentation des larves est variée selon les espèces : tissus, champignons, lichens, ou même kératine (exemple: cornes et griffes sur les cadavres de mammifères) pour le genre Ceratophaga. 

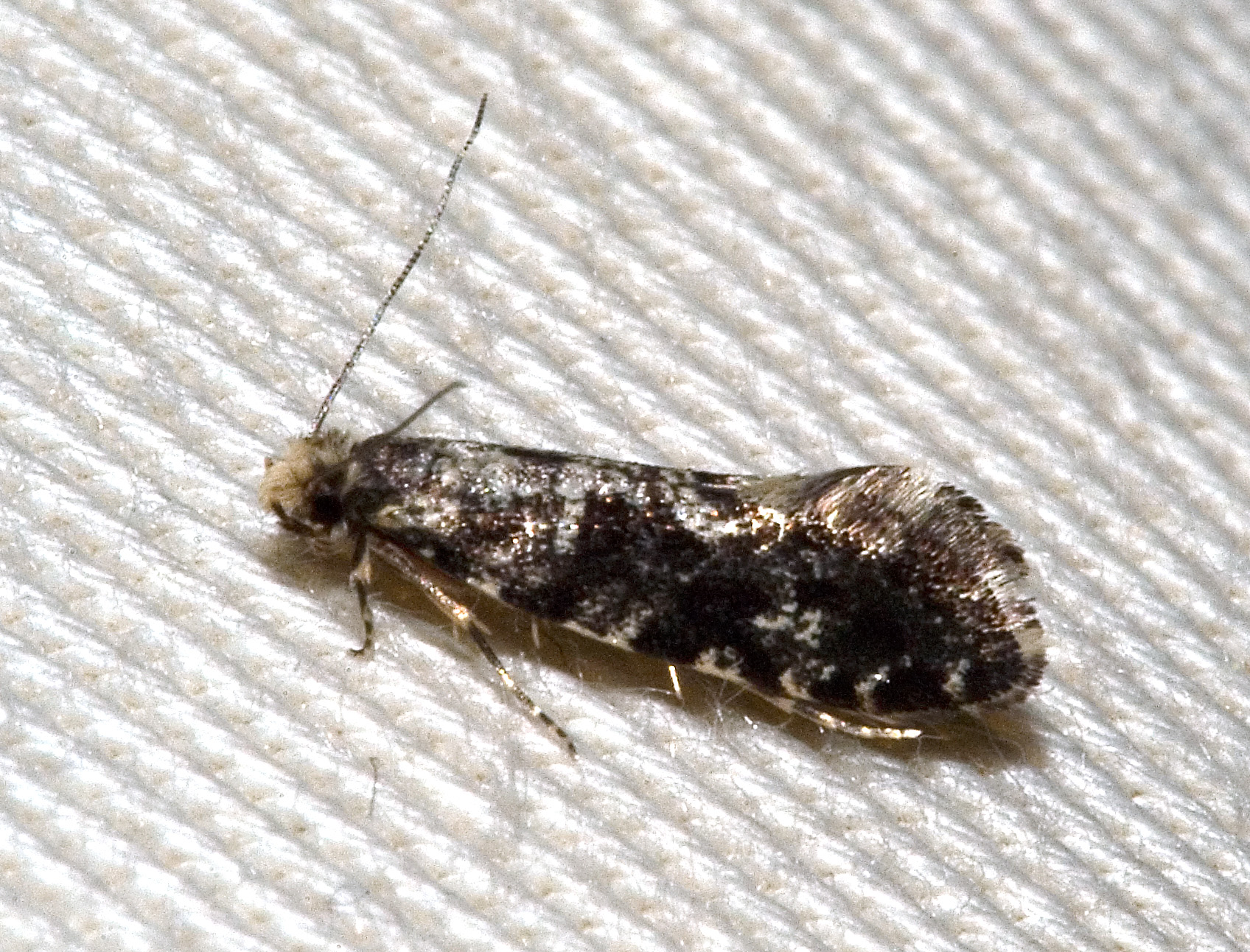
Une des caractéristiques de cette famille est la forme typique que prennent les ailes au repos (forme de toiture à 2 pans) ; ici : Nemapogon granella

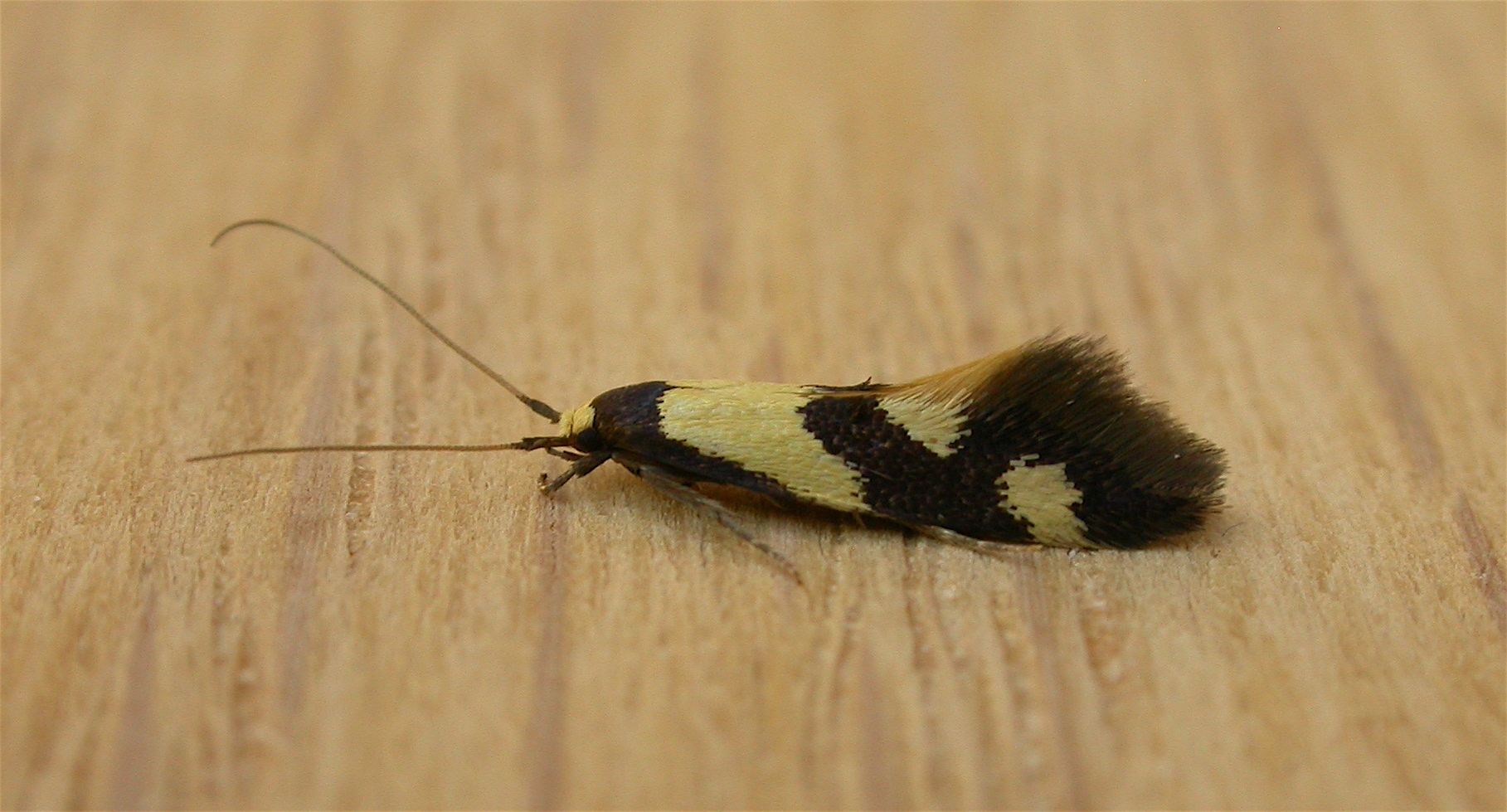
Les mites sont souvent de couleur terne, et d'identification difficile par des non-spécialistes, mais certaines espèces (ici Opogona comptella) ont des ailes ornées de motifs qui facilitent leur identification

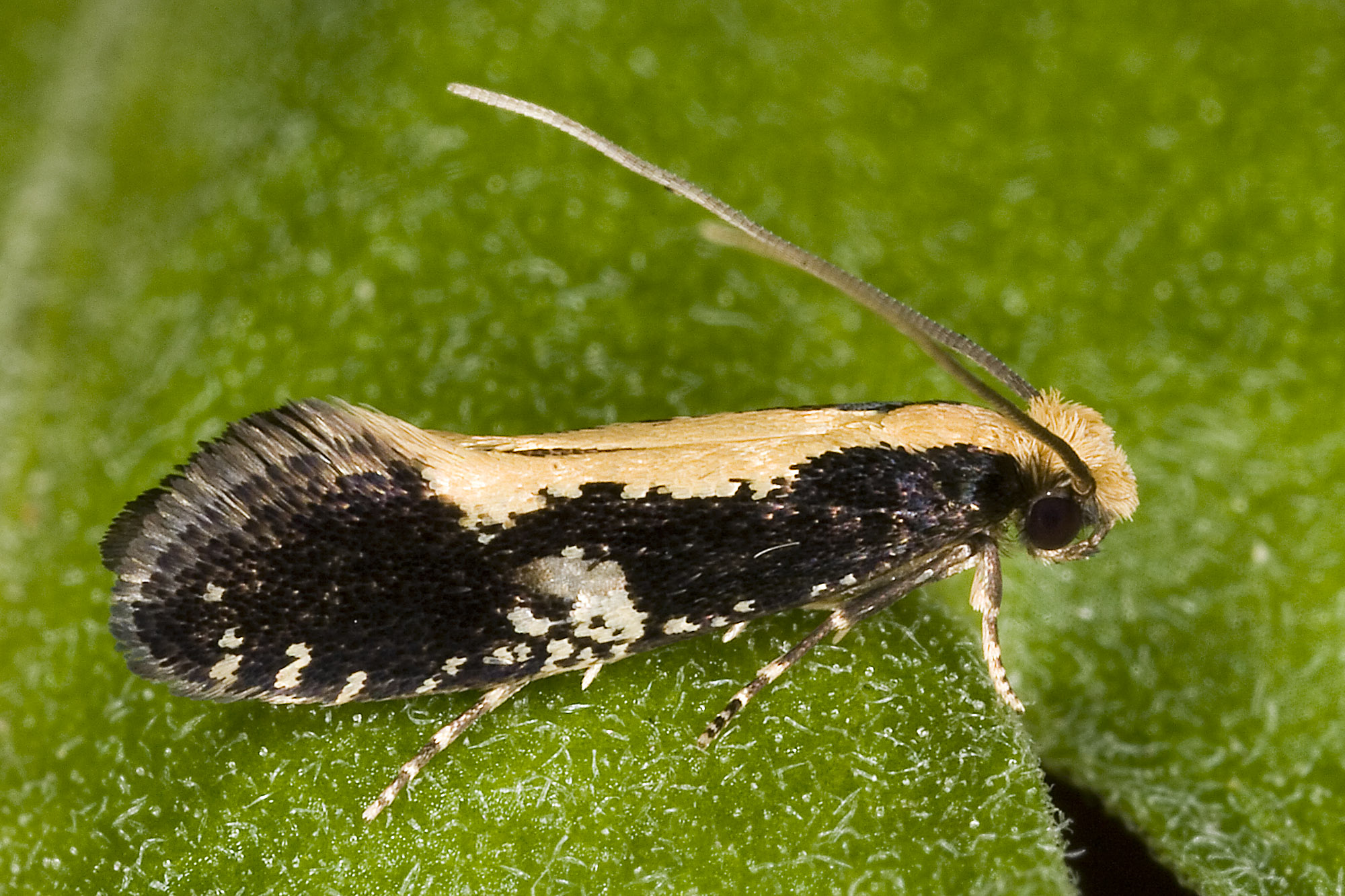
Chez la plupart des espèces de cette famille, la partie terminale des ailes est bordée de longues écailles (ici : Monopis obviella; cliquer sur l'image pour l'agrandir)

Cette famille encore incomplètement connue comprend beaucoup plus de 3 000 espèces réparties dans plus de 300 genres.
Ces « mites » sont souvent d'une taille petite à moyenne, avec des ailes en « toitures à double pente » quand elles sont au repos sur le corps. 
Elles sont bien adaptées au froid et beaucoup d'espèces vivent dans la zone Paléarctique.
L'établissement des aires de répartition est complexifiée par le fait que beaucoup de ces insectes ont été déplacés et introduits par l'homme, involontairement, dans de nombreux pays situés hors de leur aire de répartition. C'est notamment le cas de la mite des vêtements.

## Alimentation
Parmi cette famille, un très petit nombre d'espèces ont des larves qui se nourrissent de plantes vivantes. La plupart mangent des champignons, des lichens et des détritus ou des fibres mortes (d'où leur appétence pour les textiles non synthétiques).
Les espèces les plus familières sont sans doute la mite des vêtements (Tineola bisselliella), la teigne du tapis (Trichophaga tapetzella) et la teigne Niditinea fuscella qui malgré son nom se nourrit de préférence des plumes qu'elle trouve dans les nids d'oiseaux.
Un genre (Ceratophaga) est considéré comme remarquable dans le règne animal en raison de sa capacité à se nourrir exclusivement de kératine pure (la protéine particulièrement résistante constituant la corne ou le sabot des mammifères). Ils mangent aussi la kératine de la peau ou des griffes de mammifères marins morts et même de l'écaille de tortue provenant de tortues marines mortes et échouées.

## Sous-familles
- Myrmecozelinae
- Meesiinae
- Dryadaulinae
- Scardiinae
- Nemapogoninae
- Tineinae
- Hapsiferinae
- Hieroxestinae
- Euplocaminae
- Teichobiinae
- Setomorphinae

## Systématique (liste non complète)

### Sous-familles et genres notables
Quelques espèces sont listées, se rapporter aux genres pour plus de détails 
Dryadaulinae
- Brachydoxa
- Dryadula

Erechthiinae
- Anastathma
- Callicerastis
- Comodica
- Erechthias
- Mecomodica
- Petula
- Phthinocola
- Pisistrata
- Pontodryas
- Thuriostoma

Euplocaminae
- Euplocamus

Hapsiferinae
- Agorarcha
- Briaraula
- Callocosmeta
- Chrysocrata
- Cimitra
- Colobocrossa
- Cubitofusa
- Cynomastix
- Dasyses
- Hapsifera
- Hapsiferona
- Paraptica
- Parochmastis
- Phyciodyta
- Pitharcha
- Rhinophyllis
- Tiquadra
- Trachycentra
- Zygosignata

Harmacloninae
- Harmaclona
- Micrerethista

Hieroxestinae
- Amphixystis
- Archemitra
- Asymplecta
- Kermania
- Mitrogona
- Oinophila
- Opogona
- Phaeoses
- Phruriastis
- Wegneria

Meessiinae
- Afrocelestis
- Agnathosia
- Agoraula
- Augolychna
- Bathroxena
- Clinograptis
- Diachorisia
- Doleromorphia
- Drimylastis
- Emblematodes
- Epactris
- Eudarcia
- Galachrysis
- Homosetia
- Homostinea
- Hybroma
- Infurcitinea
- Ischnoscia
- Isocorypha
- Leucomele
- Lichenotinea
- Matratinea
- Mea
- Meneessia
- Montetinea
- Nannotinea
- Novotinea
- Oenoe
- Oxylychna
- Pompostolella
- Protodarcia
- Stenoptinea
- Tenaga
- Trissochyta
- Xeringinia

Myrmecozelinae
- Ateliotum
- Analytarcha
- Anemallota
- Aphimallota
- Cephimallota
- Cephitinea
- Cinnerethica
- Coryptilum
- Dinica
- Euagophleps
- Exoplisis
- Gerontha
- Haplotinea (A vérifier)
- Ippa
- Ischnuridia
- Janseana
- Machaeropteris
- Mesopherna
- Metapherna
- Mimoscopa
- Moerarchis
- Myrmecozela
- Pachyarthra
- Pararhodobates
- Phthoropoea
- Platysceptra
- Propachyarthra
- Rhodobates
- Sarocrania
- Scalmatica
- Timaea
- Tineovertex
- Tracheloteina

Nemapogoninae
- Archinemapogon
- Gaedikeia
- Hyladaula
- Nemapogon
- Nemaxera
- Neurothaumasia
- Peritrana
- Triaxomasia
- Triaxomera
- Vanna

Perissomasticinae
- Cylicobathra
- Ectabola
- Edosa
- Hyperbola
- Neoepiscardia
- Perissomastix
- Phalloscardia
- Theatrochora

Scardiinae
- Afroscardia
- Amorophaga
- Bythocrates
- Cnismorectis
- Coniastis
- Cranaodes
- Daviscardia
- Diataga
- Dorata
- Montescardia
  - Montescardia tessulatellus
- Morophaga
- Scardia

Setomorphinae
- Lindera
- Prosetomorpha
- Setomorpha

Siloscinae
- Autochthonus
- Organodesma
- Silosca

Stathmopolitinae
- Stathmopolitis

Teichobiinae
- Dinochora
- Ectropoceros
- Psychoides

Tineinae
- Acridotarsa
- Anomalotinea
- Asymphyla
- Ceratobia
- Ceratophaga
- Ceratuncus
- Crypsithyris
- Crypsithyrodes
- Eccritothrix
- Elatobia
- Enargocrasis
- Graphicoptila
- Hippiochaetes
- Kangerosithyris
- Lipomerinx
- Metatinea
- Miramonopis
- Monopis
- Nearolyma
- Niditinea
- Ocnophilella
- Phereoeca
- Praeacedes
- Pringleophaga
- Proterodesma
- Proterospastis
- Reisserita
- Stemagoris
- Tetrapalpus
- Thomintarra
- Tinea
- Tinemelitta
- Tineola
- Tineomigma
- Trichophaga
- Tryptodema
- Wyoma
- Xerantica

### Generaincertae sedis
Mites des champignons, dont le genre est classé provisoirement dans cette famille:
- Acanthocheira
- Acritotilpha
- Afghanotinea
- Amathyntis
- Ancystrocheira
- Antigambra
- Antipolistes
- Antitinea
- Apreta
- Archyala
- Argyrocorys
- Astrogenes
- Axiagasta
- Barymochtha
- Basanasca
- Bascantis
- Brithyceros
- Catalectis
- Catapsilothrix
- Cataxipha
- Catazetema
- Cervaria
- Chionoreas
- Clepticodes
- Colpocrita
- Compsocrita
- Contralissa
- Cosmeombra
- Cryphiotechna
- Crypsitricha
- Cubotinea
- Cycloponympha
- Dasmomorpha
- Dicanica
- Dolerothera
- Drastea
- Drosica
- Dyotopasta
- Ecpeptamena
- Ellochotis
- Endeixis
- Endophthora
- Endromarmata
- Ephedroxena
- Episyrta
- Eremicola
- Eretmobela
- Eriozancla
- Erysimaga
- Eschatotypa
- Eucrotala
- Eugennaea
- Euprora
- Exonomasis
- Glaucostolella
- Gourbia
- Graphidivalva
- Habrophila
- Hapalothyma
- Harmotona
- Hecatompeda
- Heloscopa
- Heterostasis
- Hilaroptera
- Histiovalva
- Homalopsycha
- Homodoxus
- Hoplocentra
- Hyalaula
- Hypoplesia
- Leptonoma
- Lepyrotica
- Leucophasma
- Liopycnas
- Lithopsaestis
- Lysiphragma
- Lysitona
- Marmaroxena
- Melodryas
- Merunympha
- Miarotagmata
- Minicorona
- Monachoptilas
- Mythoplastis
- Nesophylacella
- Nictocyrmata
- Nonischnoscia
- Nothogenes
- Ochetoxena
- Ogmocoma
- Orocrypsona
- Otochares
- Oxymachaeris
- Pachydyta
- Panthytarcha
- Pedaliotis
- Pelecystola
- Peristactis
- Pezetaera
- Philagraulella
- Phryganeopsis
- Plaesiostola
- Plemyristis
- Polypsecta
- Probatostola
- Proboloptila
- Protagophleps
- Protaphreutis
- Prothinodes
- Psecadioides
- Pyloetis
- Randominta
- Ranohira
- Rungsiodes
- Sagephora
- Scardia
- Sciomystis
- Setiarcha
- Stryphnodes
- Syncraternis
- Syngeneta
- Syrmologa
- Taeniodictys
- Tephrosara
- Tetanostola
- Thallostoma
- Thisizima
- Thomictis
- Thyrsochares
- Tomara
- Trachyrrhopala
- Trachytyla
- Transmixta
- Trichearias
- Trierostola
- Trithamnora
- Xylesthia
- Xystrologa
- Zonochares
- Zymologa